# Чарко-дель-Пало
Чарко-дель-Пало — курортне селище для натуристів на північно-східному узбережжі Лансароте, на Канарських островах. Селище було засноване близько 1970 року німецьким підприємцем Грегором Кайзером. Згодом воно перетворилося на популярний натуристський курорт. Це був перший офіційний натуристський курорт, заснований на Канарських островах: нагота дозволена всюди в селі та практикується повсюдно. Його ізольоване розташування, в кінці виділеної трикілометрової під'їзної дороги, допомагає досягти приватності, в той час як село залишається відкритим для всіх. Відвідувачі переважно німці, англійці та голландці. Населення села зросло з 82 у 2000 році до 229 у 2011 році, згодом воно зменшилося до 156 у 2013 році.
Розробка спочатку називалася Castillo de Papagayo, але оскільки це викликає плутанину з добре відомим нудистським пляжем Плайя-де-Папагайо в регіоні Плайя-Бланка на півдні Лансароте, назва Чарко-дель-Пало яка відсилає до розташованого неподалік видатного прибережного басейну, що зараз облаштований для купання.
Більшість бунгало та апартаментів є приватною власністю; багато з них здаються в оренду, коли їхні власники ними не користуються. Житловим комплексом тут також володіє німецька нудистська туристична організація Oböna. У селі є кілька ресторанів (Lily's Bar, Jardin Tropical і Cueva Paloma) і невеликий супермаркет. На терасах Lily's Bar, Jardin Tropical і Cueva Paloma дозволено (і часто можна побачити) голих людей.
Село побудоване на світлому піщаному ґрунті, але узбережжя скелясте, без пляжів. Проте для безпечного купання було створено три захищені бухти.
Чарко-дель-Пало розташоване поблизу сіл Мала та Гуатіса, обидва приблизно за 3 кілометри (1,9 миля), які обслуговуються регулярним автобусним маршрутом між столицею острова Арресіфе та північчю острова. В околицях переважають поля кактуса опунції (відомі як тунера), на яких вирощують жуків кошеніль, і кілька невеликих конусів згаслих вулканів.
Село лежить переважно в муніципалітеті Харія, але кордон з Тегісе проходить через південну частину. Усі землі загального користування на території є власністю початкового забудовника, який відповідає за надання комунальних послуг. Однак останнім часом мешканці скаржилися на нехтування такими комунальними службами, як каналізація, бруківка та громадське освітлення, і агітували, щоб муніципалітети взяли на себе відповідальність за технічне обслуговування.

## Подальше читання
- Kraeling, Werner, ред. (2009). Charco del Palo: Das Bilderbuch. Castillo del Papagayo SL.
- Andrews, Sarah; Quintero, Josephine (2007). Canary Islands. Lonely Planet. ISBN 978-1-74104-595-6.
- Corne, Lucy (2004). Canary Islands. Bradt Travel Guides. ISBN 978-1-84162-108-1.
- Reisenegger, Verónica (2006). ANWB Extra - Lanzarote (Dutch) . ANWB Media - Boeken & Gidsen. ISBN 978-90-18-01992-1.
- Chinea, E; Batista, C; Mesa, R.; Guerra, J.A.; Rodríguez-Rodríguez, A. (2011). Estudio de Especies Pascícolas de Lanzarote en su Hábitat. I Características Edafo-Climáticas (PDF). Pastos, paisajes culturales entre tradición y nuevos paradigmas del siglo (Spanish) . XXI: 79. Архів оригіналу (PDF) за 2 грудня 2012. Процитовано 6 жовтня 2014.

## Зовнішні посилання
- Автобусні маршрути та розклад